# Tour de Japan
Tour de Japan là giải đua xe đạp hàng năm được tổ chức tại Nhật Bản. Lần đầu tiên được khai mạc vào năm 2004, cuộc đua kéo dài khắp sáu thành phố và diễn ra trong hơn một tháng, từ ngày 12/03 đến ngày 16/04. Cuộc thi thu hút rất nhiều tay đua và đội tuyển trên khắp thế giới, chỉ sau giải Tour de France của pháp. Cuộc đua được chia thành 6 chặng. Điểm số cho mỗi chặng đua sẽ quyết định người thắng cuộc của cả cuộc thi.